# Limnophora flavitarsis
Limnophora flavitarsis är en tvåvingeart som beskrevs av Stein 1908. Limnophora flavitarsis ingår i släktet Limnophora och familjen husflugor. Inga underarter finns listade i Catalogue of Life.